# Rhynchotus
Rhynchotus es un género de aves terrícolas de la familia Tinamidae. Sus 2 especies habitan sabanas, praderas y estepas de altura en regiones templadas y cálidas del noreste, centro-oeste y centro-sur de América del Sur, y son denominadas comúnmente tinamúes alirrojos, inambúes de alas rojas, yutos colorados, perdices coloradas, martinetas coloradas, o iñambúes colorados.

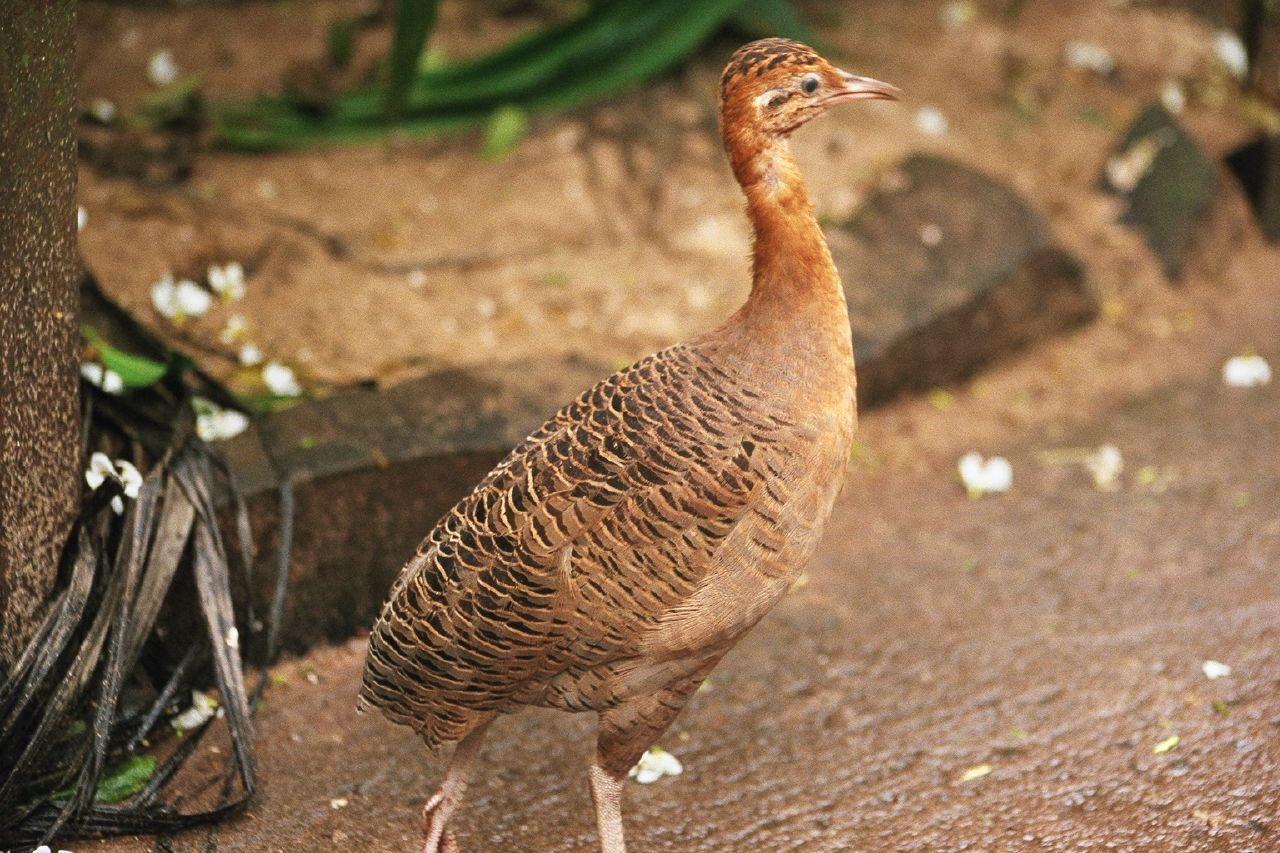
Perdiz colorada (Rhynchotus rufescens).

## Distribución y hábitat
El género se distribuye en América del Sur, desde el nordeste de Brasil, el centro y este de Bolivia, gran parte de Paraguay, y todo el Uruguay hasta el centro de la Argentina, llegando por el sur hasta el nordeste de la Patagonia. Habita en sabanas, praderas y estepas de altura en regiones templadas y cálidas; en cuanto a altitud, se encuentra desde el nivel del mar hasta los 3000 m s. n. m. (metros sobre el nivel del mar).

## Características
Miden 38 cm (centímetros), con un peso promedio de 803 g (gramos) en machos y 886 g en hembras, en ejemplares silvestres.
Poseen una postura encorvada, destacando en sus alas las plumas primarias rojizas. Su pico es algo largo y curvo. Cuando se sienten bajo amenaza, en la parte superior de la cabeza erizan sus plumas, característica por la cual también se las conoce como falsas copetonas.

## Costumbres
Hábitos

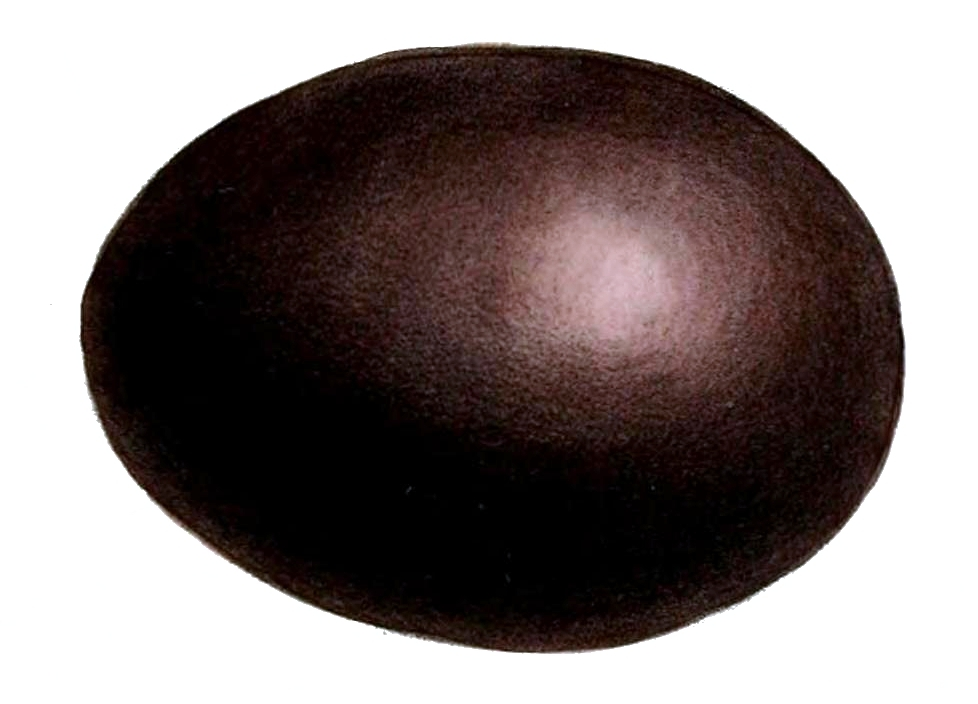
Huevo de Rhynchotus rufescens.

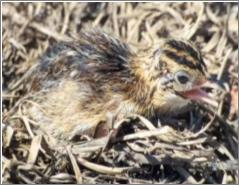
Pichón de Rhynchotus rufescens.

Prefieren el resguardo de los pastizales tupidos y altos. Si bien pueden volar, raramente lo hacen. Son aves corredoras, pero no alcanzan la velocidad suficiente para escapar de este modo de sus depredadores, por ello ante una fuente de peligro, optan por permanecer inmóviles, agachando su cuerpo en la espera de que sus colores crípticos le permitan no ser percibidas. Si lo son, entonces levantan pequeños y torpes vuelos, lo adecuadamente efectivos para permitirles huir. Son fáciles de detectar cuando emiten su canto, el cual es inconfundible.
Dieta
Se alimentan de flores, frutos que toman del suelo o de arbustos bajos, semillas, brotes y hojas tiernas, retoños, raíces, tubérculos, invertebrados y vertebrados pequeños, incluso ratones.
Reproducción
El nido lo hacen sobre el piso, entre las densas matas. El macho posee un órgano copulador (pene), y es él el que incuba los huevos, los que pueden provenir de diferentes hembras. Estos son algo más pequeños que los de la gallina, muy brillantes y de color marrón oscuro. Los pichones son nidífugos, y también los cuidará el macho hasta que estén listos para valerse por sí mismos.

## Taxonomía
Este género fue descrito originalmente en el año 1825 por el médico, zoólogo y explorador alemán Johann Baptist von Spix.
Durante mucho tiempo, se consideraba integrado por una única especie: R. rufescens, pero, en el año 1996, fue elevada a especie plena una de sus subespecies por sus notables diferencias vocales y morfológicas, especialmente en su cabeza y cuello, los cuales son rayados y manchados de negro. El SACC la separó como buena especie, y la UICN hizo lo propio en 2006.
Especies
Hay 2 especies:
- Rhynchotus rufescens (Temminck, 1815). Es la perdiz colorada común. Se distribuye desde el nordeste de Brasil, el este de Bolivia, gran parte de Paraguay, y todo el Uruguay hasta el este de la Argentina, llegando por el sur hasta el nordeste de la Patagonia.
- Rhynchotus maculicollis (G. R. Gray, 1867). Es el huaipo. Habita en serranías y montañas preandinas desde el sur de Bolivia hasta el noroeste argentino, en las provincias de Jujuy, Salta, Tucumán y Catamarca.[6] Vive entre los 1000 y los 3000 m s. n. m. (metros sobre el nivel del mar).

## Importancia económica y cultural
Son importantes piezas de caza menor. Su carne es empleada para preparar diversos platillos.

## Estado de conservación
Algunas poblaciones han sido afectadas por la transformación de su hábitat en tierras de cultivo, además de la presión ejercida por los cazadores deportivos.